# Protea simplex
Protea simplex là một loài thực vật có hoa trong họ Quắn hoa. Loài này được PHILLIPS miêu tả khoa học đầu tiên năm 1910.